# Голантарктичне флористичне царство

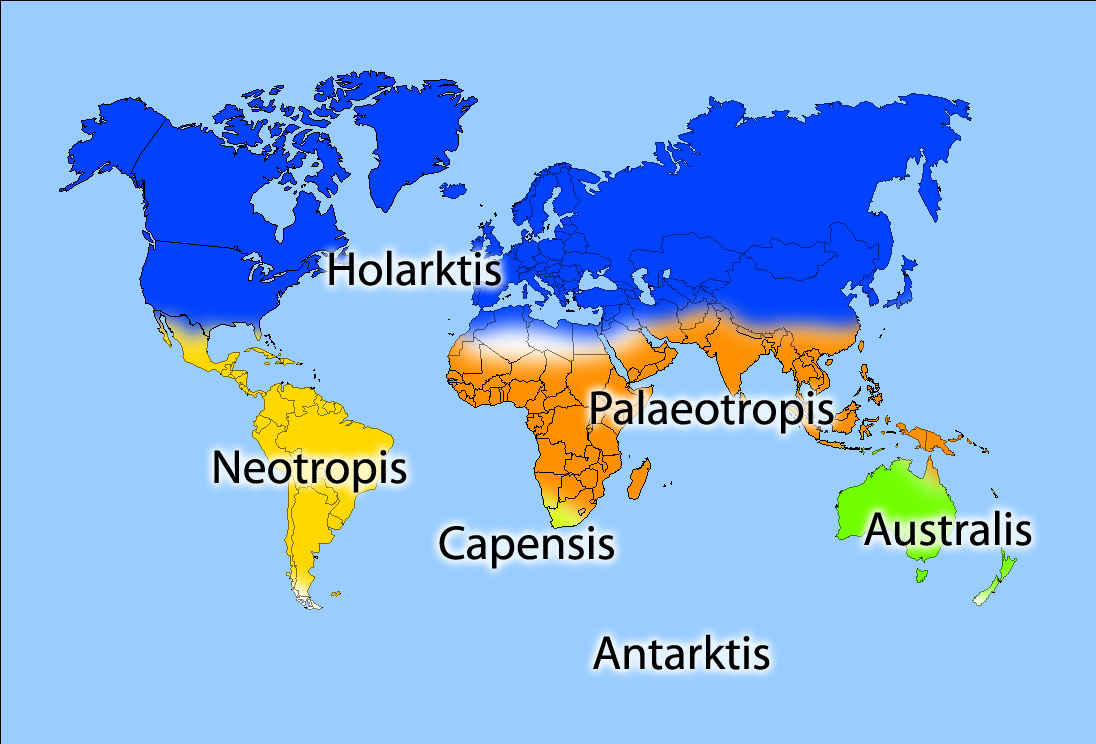
Карта флористичного районування

Голантарктичне флористичне царство (у деяких джерелах називається Південне флористичне царство) об'єднує декілька віддалених одна від одної флористичних областей Земної кулі й охоплює Нову Зеландію з островами, що примикають до неї, крайній південь Південної Америки, субантарктичні острови і Антарктиду. Раніше до Південного царства також включався материк Австралія з островом Тасманія.

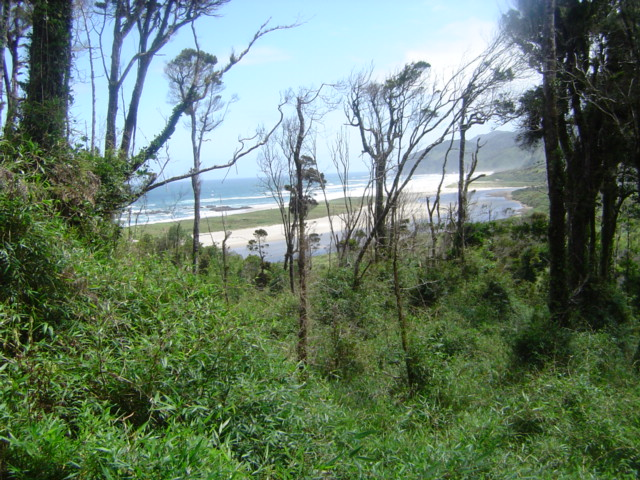
Екстоксікон плямистий

Голантарктичне царство — флористично найменш багате з усіх, проте, характеризується досить великим родовим і видовим ендемізмом. Воно налічує 10 ендемічних родин: Лакторисові (Lactoridaceae), Гомортегові (Gomortegaceae), Гектореллові (Hectorellaceae), Галофітові (Halophytaceae), Francoaceae, Екстоксикові (Aextoxicaceae), Tribelaceae, Гризелінієві (Griseliniaceae), Мізодендрові (Misodendraceae) і Альсевосмієві (Alseuosmiaceae).
Незважаючи на значну віддаленість областей одна від одної, вони мають ряд загальних родів і видів; розірваний ареал їх свідчить, проте, про спільність походження. До ендемічних для цього царства родів належать, наприклад, Лаурелія (Laurelia), Колобантус (Colobanthus), Еукрифія (Eucryphia), Азорелла (Azorela), Псевдопанакс (Pseudopanax), Тетрахондра (Tetrachondra), Селлера (Sellera), Ростковія (Rostkovia).

## Підрозділи
А. Л. Тахтаджян в роботі «Флористичні області Землі» підрозділяє Голантарктичне царство на 4 флористичних області:
1. Хуан-Фернандеська область — острови Хуан-Фернандес і Десвентурадас біля західних берегів Південної Америки.
2. Чилійсько-Патагонська область включає позатропічні території Південної Америки на південь від приблизно 30° півд. ш., а також прилеглі острови і частина Антарктичного півострова.
3. Область субантарктичних островів об'єднує острови Тристан-да-Кунья, Принс-Едуард, Кергелен і дещо дрібніших.
4. До Новозеландської області, окрім самої Нової Зеландії, входять також острови до північного сходу, північному заходу і на південь від неї.